# Vòng loại Giải vô địch bóng đá thế giới 2002 (play-off UEFA – AFC)
Vòng loại Giải vô địch bóng đá thế giời 2002 (vòng play-off UEFA – AFC) là vòng loại giai đoạn cuối cùng của Giải vô địch bóng đá thế giới 2002. Vòng này được diễn ra với 2 trận sân nhà và sân khách giữa Iran và Cộng hòa Ireland.
Cộng hòa Ireland đã đánh bại Iran 2–0 trong trận lượt đi tại Dublin, ở trận lượt về thì Iran đã giành chiến thắng 1–0 trước Cộng hòa Ireland tại Tehran. Giành chiến thắng 2–1 sau hai lượt trận, Cộng hòa Ireland đã giành quyền tham dự FIFA World Cup 2002.

## Hành trình đi đến vòng play-off
| Team             | Pld | W | D | L  | GF | GA | GD  | Pts |
| ---------------- | --- | - | - | -- | -- | -- | --- | --- |
| Bồ Đào Nha       | 10  | 7 | 3 | 0  | 33 | 7  | 26  | 24  |
| Cộng hòa Ireland | 10  | 7 | 3 | 0  | 23 | 5  | 18  | 24  |
| Hà Lan           | 10  | 6 | 2 | 2  | 30 | 9  | 21  | 20  |
| Estonia          | 10  | 2 | 2 | 6  | 10 | 26 | -16 | 8   |
| Síp              | 10  | 2 | 2 | 6  | 13 | 31 | -18 | 8   |
| Andorra          | 10  | 0 | 0 | 10 | 5  | 36 | -31 | 0   |

| Đội         | ST | T | H | B | BT | BB | HS  | Đ  |
| ----------- | -- | - | - | - | -- | -- | --- | -- |
| Ả Rập Xê Út | 8  | 5 | 2 | 1 | 17 | 8  | +9  | 17 |
| Iran        | 8  | 4 | 3 | 1 | 10 | 7  | +3  | 15 |
| Bahrain     | 8  | 2 | 4 | 2 | 8  | 9  | −1  | 10 |
| Iraq        | 8  | 2 | 1 | 5 | 9  | 10 | −1  | 7  |
| Thái Lan    | 8  | 0 | 4 | 4 | 5  | 15 | −10 | 4  |

## Tóm tắt các trận đấu

### Lượt đi
| Cộng hòa Ireland              | 2–0      | Iran |
| ----------------------------- | -------- | ---- |
| Harte 44' (ph.đ.) · Keane 50' | (Report) |      |

| Cộng hòa Ireland | Iran |

| GK             | 1  | Shay Given       |     |     |
| CB             | 6  | Roy Keane (c)    |     |     |
| CB             | 4  | Gary Breen       |     |     |
| CB             | 5  | Steve Staunton   |     | 75' |
| RWB            | 2  | Steve Finnan     | 85' |     |
| LWB            | 3  | Ian Harte        |     |     |
| CM             | 7  | Jason McAteer    |     | 83' |
| CM             | 8  | Matt Holland     |     |     |
| CM             | 11 | Kevin Kilbane    |     |     |
| CF             | 9  | Niall Quinn      |     |     |
| CF             | 10 | Robbie Keane     |     |     |
| Substitutions: |    |                  |     |     |
| GK             | 16 | Dean Kiely       |     |     |
| DF             | 12 | Gary Kelly       |     | 83' |
| DF             | 13 | Kenny Cunningham |     | 75' |
| MF             | 15 | Mark Kinsella    |     |     |
| MF             | 17 | Lee Carsley      |     |     |
| FW             | 18 | Clinton Morrison |     |     |
| FW             | 14 | David Connolly   |     |     |
| Manager:       |    |                  |     |     |
| Mick McCarthy  |    |                  |     |     |

| GK                | 12 | Ebrahim Mirzapour       |     |     |
| RB                | 5  | Afshin Peyrovani        | 19' |     |
| CB                | 15 | Yahya Golmohammadi      | 86' |     |
| CB                | 24 | Rahman Rezaei           |     |     |
| LB                | 3  | Mehrdad Minavand        |     |     |
| CM                | 6  | Karim Bagheri           |     |     |
| CM                | 7  | Hamed Kavianpour        |     |     |
| RW                | 2  | Mehdi Mahdavikia        |     |     |
| AM                | 8  | Ali Karimi              |     |     |
| LW                | 11 | Alireza Vahedi Nikbakht |     | 46' |
| CF                | 10 | Ali Daei (c)            |     |     |
| Substitutions:    |    |                         |     |     |
| MF                | 9  | Sirous Dinmohammadi     |     |     |
| MF                | 13 | Javad Nekounam          |     |     |
| FW                | 14 | Mojahed Khaziravi       |     | 46' |
| FW                | 18 | Ali Samereh             |     |     |
| DF                | 20 | Behrouz Rahbarifar      |     |     |
| FW                | 21 | Faraz Fatemi            |     |     |
| GK                | 22 | Davoud Fanaei           |     |     |
| Manager:          |    |                         |     |     |
| Miroslav Blažević |    |                         |     |     |

| Trợ lý trọng tài: Jorge Oliveira (Brasil) Aristeu Tavares (Brasil) Trọng tài thứ tư: Paulo César de Oliveira (Brasil) | Quy tắc: - Thời gian chính thức: 90 phút - Được phép thay 3 (trong số 7) cầu thủ dự bị đã đăng ký |

### Lượt về
| Iran             | 1–0      | Cộng hòa Ireland |
| ---------------- | -------- | ---------------- |
| Golmohammadi 90' | (Report) |                  |

| Iran | Cộng hòa Ireland |

| GK                | 12 | Ebrahim Mirzapour       |     |
| RB                | 5  | Afshin Peyrovani        |     |
| CB                | 15 | Yahya Golmohammadi      |     |
| CB                | 24 | Rahman Rezaei           |     |
| LB                | 3  | Mehrdad Minavand        |     |
| CM                | 6  | Karim Bagheri           | 85' |
| CM                | 7  | Hamed Kavianpour        |     |
| RW                | 2  | Mehdi Mahdavikia        | 47' |
| AM                | 8  | Ali Karimi              |     |
| LW                | 11 | Alireza Vahedi Nikbakht |     |
| CF                | 10 | Ali Daei (c)            |     |
| Substitutions:    |    |                         |     |
| MF                | 9  | Sirous Dinmohammadi     |     |
| DF                | 13 | Javad Nekounam          |     |
| MF                | 14 | Mojahed Khaziravi       |     |
| MF                | 17 | Pejman Jamshidi         |     |
| MF                | 18 | Ali Samereh             |     |
| FW                | 20 | Behrouz Rahbarifar      |     |
| GK                | 22 | Davoud Fanaei           |     |
| Manager:          |    |                         |     |
| Miroslav Blažević |    |                         |     |

| GK             | 1  | Shay Given         |     |     |
| CB             | 6  | Mark Kinsella      |     |     |
| CB             | 4  | Gary Breen         |     |     |
| CB             | 5  | Steve Staunton (c) |     |     |
| RWB            | 2  | Steve Finnan       |     |     |
| LWB            | 3  | Ian Harte          |     |     |
| CM             | 7  | Jason McAteer      | 84' |     |
| CM             | 8  | Matt Holland       |     |     |
| CM             | 11 | Kevin Kilbane      |     | 85' |
| CF             | 9  | David Connolly     |     |     |
| CF             | 10 | Robbie Keane       | 49' | 75' |
| Substitutions: |    |                    |     |     |
| GK             | 16 | Alan Kelly Jr.     |     |     |
| DF             | 12 | Gary Kelly         |     | 85' |
| DF             | 13 | Kenny Cunningham   |     |     |
| FW             | 17 | Niall Quinn        |     |     |
| MF             | 14 | Lee Carsley        |     |     |
| FW             | 18 | Clinton Morrison   |     | 75' |
| DF             | 15 | Andy O'Brien       |     |     |
| Manager:       |    |                    |     |     |
| Mick McCarthy  |    |                    |     |     |

| Trợ lý trọng tài: Erick Mora (Costa Rica) Efraín Rodríguez (Costa Rica) Trọng tài thứ tư: Olger Mejías Ovares (Costa Rica) | Quy tắc trong trận: - Thời gian chính thức: 90 phút - Hiệp phụ: 30 phút (nếu Iran thắng 2–0) - Đá luân lưu (penalty) nếu vẫn chưa phân định được đội giành vé dự FIFA World Cup 2002 - Được phép thay 3 (trong số 7) cầu thủ dự bị đã đăng ký |

## Sau trận đấu
Việc bị loại khiến huấn luyện viên (HLV) đội tuyển Iran Miroslav Blažević từ chức. Thay thế ông là Branko Ivanković (trợ lý của ông tại ĐT Iran).